# Amanecer (Islandia)
Amanecer - La organización de la justicia, la equidad y la democracia (en islandés: Dögun - stjórnmálasamtök um réttlæti, sanngirni og lýðræði) es un partido político islandés fundado el 18 de marzo de 2012 para comparecer en las elecciones parlamentarias de 2013. Se fundó como una fusión entre tres partidos políticos: el Movimiento, el Movimiento Ciudadano y el Partido Liberal. 
Sus fundadores incluyeron a dos diputados actuales, Margrét Tryggvadóttir y Þór Saari, y dos exmiembros de la ya desaparecida Asamblea Constitucional de Islandia (Gísli Tryggvason y Lýður Árnason). Lýður Árnason se desvinculó del partido un año después de su fundación.
El movimiento deriva su tradición de las protestas durante la crisis institucional y financiera que hubo en el país entre 2008 y 2011 ("Revolución de las cacerolas").
El 8 de enero de 2013, el partido anunció que su número de afiliados llegó a 2.275 (igual a 1% del electorado).
La plataforma política presentó un plazo el 9 de febrero de 2013, para que sus miembros del partido se postulasen como candidatos potenciales. Entre los que de antemano se postularon está Jón Jósef Bjarnason, un concejal local que había sido elegido para El Movimiento en la ciudad Mosfellsbær. Un comité especial dentro del partido fue designado para convocar y decidir el orden de los nombres para la lista del candidatos.

## Programa político
El programa político del partido fue publicado como su "estrategia central" general el 18 de marzo de 2012. Comprende los siguientes seis puntos:
- Introducción de medidas fuertes para apoyar a los hogares: Tales como la abolición de la indexación de los préstamos al consumo (incluidas las hipotecas) y la hipoteca de corrección generalizada.
- Nueva Constitución: El partido apoya firmemente la aprobación de la nueva constitución formulada por la Asamblea Constituyente nombrada por el parlamento en 2011.[9]
- Composición de los recursos naturales y la gestión de la pesca: Deben ser cambiados y reorganizados. La explotación de todos los recursos naturales y activos marinos debe estar dentro de límites sostenibles, y la compañía eléctrica será de propiedad pública.
- Moralidad y transparencia en los sistemas políticos, administrativos y financieros: Deben incrementarse mediante la promulgación de nuevas leyes, que establecerán nuevas normas y procedimientos para el código de conducta y los mecanismos de vigilancia, junto con un aumento de la sanción legal por posibles infracciones.
- Justicia legal y solución definitiva de la crisis financiera: Establecimiento de un fiscal especial para juzgar y examinar todos los casos relacionados con la crisis financiera de 2008-2011, no solo trabajando con casos de delincuencia contra empresarios, sino también realizando una investigación pública completa del papel desempeñado por los partidos políticos de larga data durante la crisis. Todos los islandeses deberían poder remitir un caso al fiscal especial, sin importar su ingreso personal o antecedentes.
- Relación con la Unión Europea: Apoyará un proceso democrático con información independiente y educación proporcionada para el pueblo islandés, para tomar una decisión bien informada en un referéndum. Si las negociaciones con la UE no pueden concluirse antes de la adopción de la recién prevista nueva constitución islandesa, y si la nación decide mediante un referéndum específico suspender las negociaciones en conformidad con el artículo 66 del nuevo proyecto de la Asamblea Constituyente, el partido entonces apoyará tal conclusión. El artículo 66 de la nueva Constitución proclama que se celebrará un referéndum dentro de los dos años siguientes a la presentación de una solicitud firmada (o proyecto de ley) sobre un tema de interés público al Alþingi por un mínimo del 10% del electorado islandés, en el caso de que Alþingi haga una contra propuesta o vote en contra de la solicitud.[10] Si las negociaciones de la UE pueden ser completadas antes de la adopción de la nueva constitución propuesta, el partido apoyará que Islandia continúe siguiendo el camino en el que las negociaciones con la Unión Europea primero serán terminadas y luego aplicará un referéndum que se celebrará con una votación sobre el resultado negociado.

## Resultados electorales
| Elección | Votos | %    | Escaños | Gobierno           |
| -------- | ----- | ---- | ------- | ------------------ |
| 2013     | 5.855 | 3,10 | 0/63    | Extraparlamentario |
| 2016     | 3.275 | 1,73 | 0/63    | Extraparlamentario |
| 2017     | 101   | 0,10 | 0/63    | Extraparlamentario |